# Waldbahn Felsőtárkány
| Zug am Endbahnhof Stimeczház |                         |                                |                                |
| Streckenlänge: | 50 km                   |                                |                                |
| Spurweite: | 760 mm (Bosnische Spur) |                                |                                |
| |                         |                                |                                |
| \| \| \| von Eger \| \| \| \| \| Eger-Felnémet \| \| \| \| \| Felnémet \| \| \| \| \| nach Putnok \| \| \| \| \| Berva kőbánya \| \| \| \| \| Berva gyártelep \| \| \| \| \| \| \| \| \| \| Ásványbányarakodó \| \| \| \| \| Felsőtárkány Mészégető \| \| \| \| \| Felsőtárkány Dohánygyári üdülő \| \| \| \| \| Felsőtárkány Vadaskert \| \| \| \| \| Felsőtárkány-Fűtőház \| \| \| \| \| \| \| \| \| \| Felsőtárkány Sziklaforrás \| \| \| \| \| Barátréti romok \| \| \| \| \| \| \| \| \| \| Egeresvölgy-Varróház \| \| \| \| \| Stimeczház \| \| |                         |                                |                                |
| Strecke von rechts |                         | von Eger                       | von Eger                       |
| Bahnhof |                         | Eger-Felnémet                  | Eger-Felnémet                  |
| Kopfbahnhof Streckenanfang (Strecke außer Betrieb) · Strecke |                         | Felnémet                       | Felnémet                       |
| Strecke (außer Betrieb) · Strecke nach links |                         | nach Putnok                    | nach Putnok                    |
| Strecke (außer Betrieb) · Kopfbahnhof Streckenanfang (Strecke außer Betrieb) |                         | Berva kőbánya                  | Berva kőbánya                  |
| Strecke (außer Betrieb) · Haltepunkt / Haltestelle (Strecke außer Betrieb) |                         | Berva gyártelep                | Berva gyártelep                |
| Abzweig geradeaus und von links (Strecke außer Betrieb) · Strecke nach rechts (außer Betrieb) |                         |                                |                                |
| Bahnhof (Strecke außer Betrieb) |                         | Ásványbányarakodó              | Ásványbányarakodó              |
| Haltepunkt / Haltestelle (Strecke außer Betrieb) |                         | Felsőtárkány Mészégető         | Felsőtárkány Mészégető         |
| Haltepunkt / Haltestelle (Strecke außer Betrieb) |                         | Felsőtárkány Dohánygyári üdülő | Felsőtárkány Dohánygyári üdülő |
| Haltepunkt / Haltestelle (Strecke außer Betrieb) |                         | Felsőtárkány Vadaskert         | Felsőtárkány Vadaskert         |
| Kopfbahnhof Strecke bis hier außer Betrieb |                         | Felsőtárkány-Fűtőház           | Felsőtárkány-Fűtőház           |
| Abzweig geradeaus und nach links · Strecke von rechts |                         |                                |                                |
| Haltepunkt / Haltestelle Strecke ab hier außer Betrieb · Strecke |                         | Felsőtárkány Sziklaforrás      | Felsőtárkány Sziklaforrás      |
| Kopfbahnhof Streckenende (Strecke außer Betrieb) · Strecke |                         | Barátréti romok                | Barátréti romok                |
| Abzweig geradeaus und ehemals nach links |                         |                                |                                |
| Haltepunkt / Haltestelle |                         | Egeresvölgy-Varróház           | Egeresvölgy-Varróház           |
| Kopfbahnhof Streckenende |                         | Stimeczház                     | Stimeczház                     |

Die Waldbahn Felsőtárkány ist eine vom ungarischen Dorf Felsőtárkány ausgehende Schmalspurbahn unweit der Barockstadt Eger/Erlau.
Von dem früher bis 50 km langen Waldbahnnetz (760 mm Spurweite) ist eine Reststrecke von 5 km erhalten, die an Wochenenden touristisch genutzt wird. Zweimal täglich verkehrt ein Zug zum Stimecz-Haus, einem beliebten Picknickplatz und Ausgangspunkt für Wanderungen. Erst führt die Strecke durch das weite Egeres-Tal, dann taucht sie ein in das bewaldete Vörös-Kö-Tal, in dem sie bis zum Stimecz-Haus etwa 90 m ansteigt. Gezogen wird der Zug von einer kleinen zweiachsigen Diesellokomotive der Reihe C-50; von diesem Typ sind drei Maschinen vorhanden (C04-403, 404, 406).

## Fotos

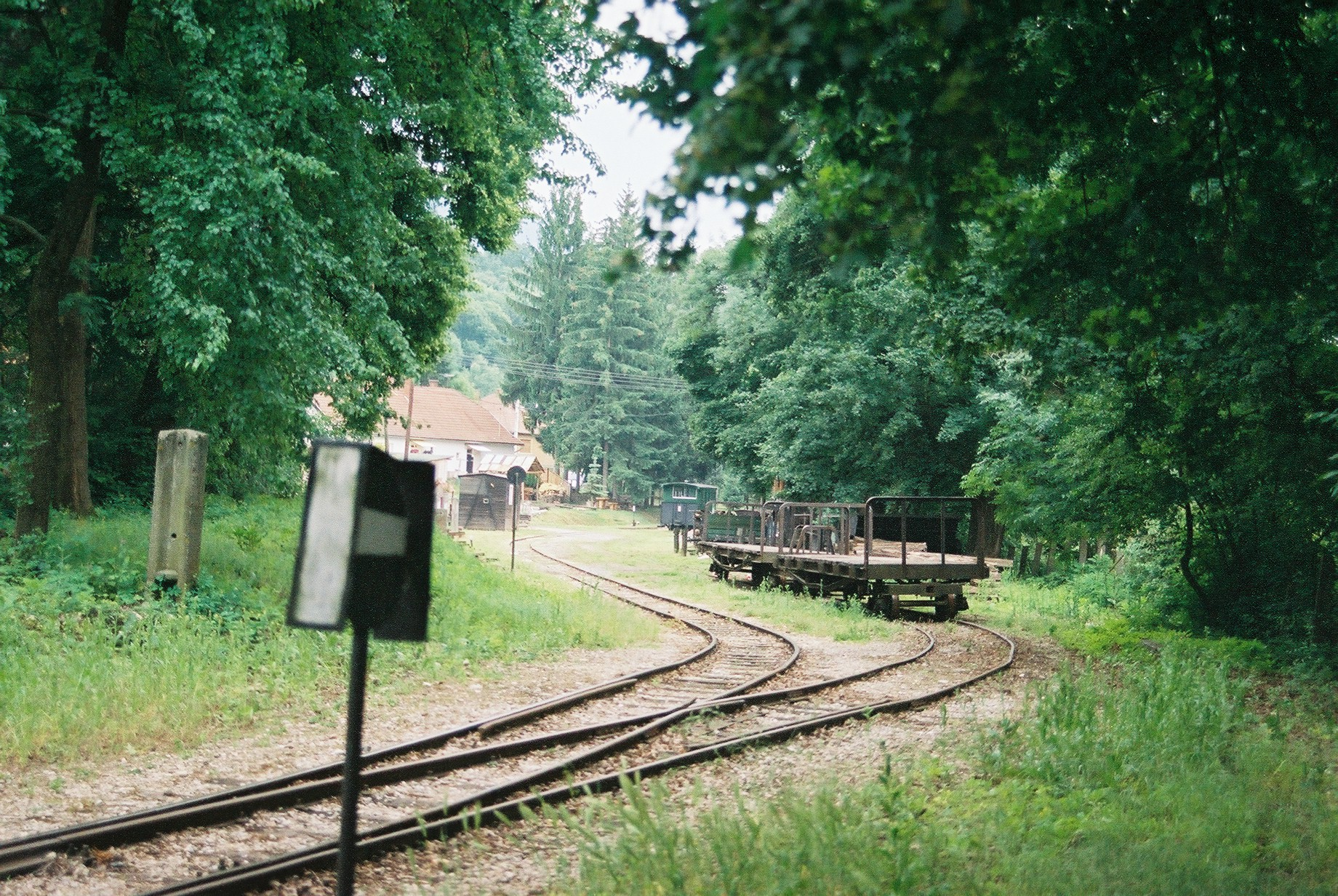
Betriebsgelände der Waldbahn Felsőtárkány
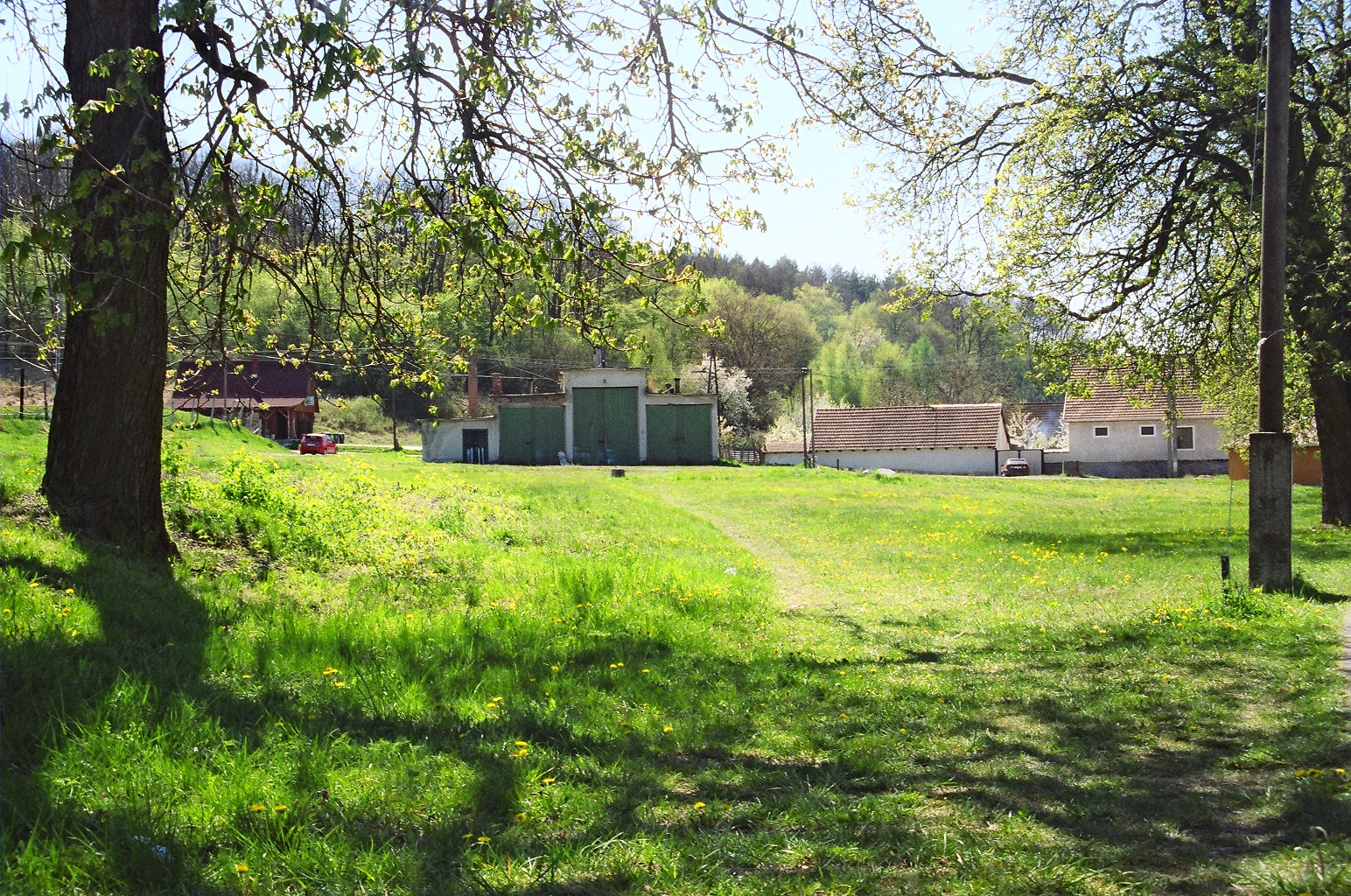
Ehemaliges Heizhaus der Waldbahn Felsőtárkány
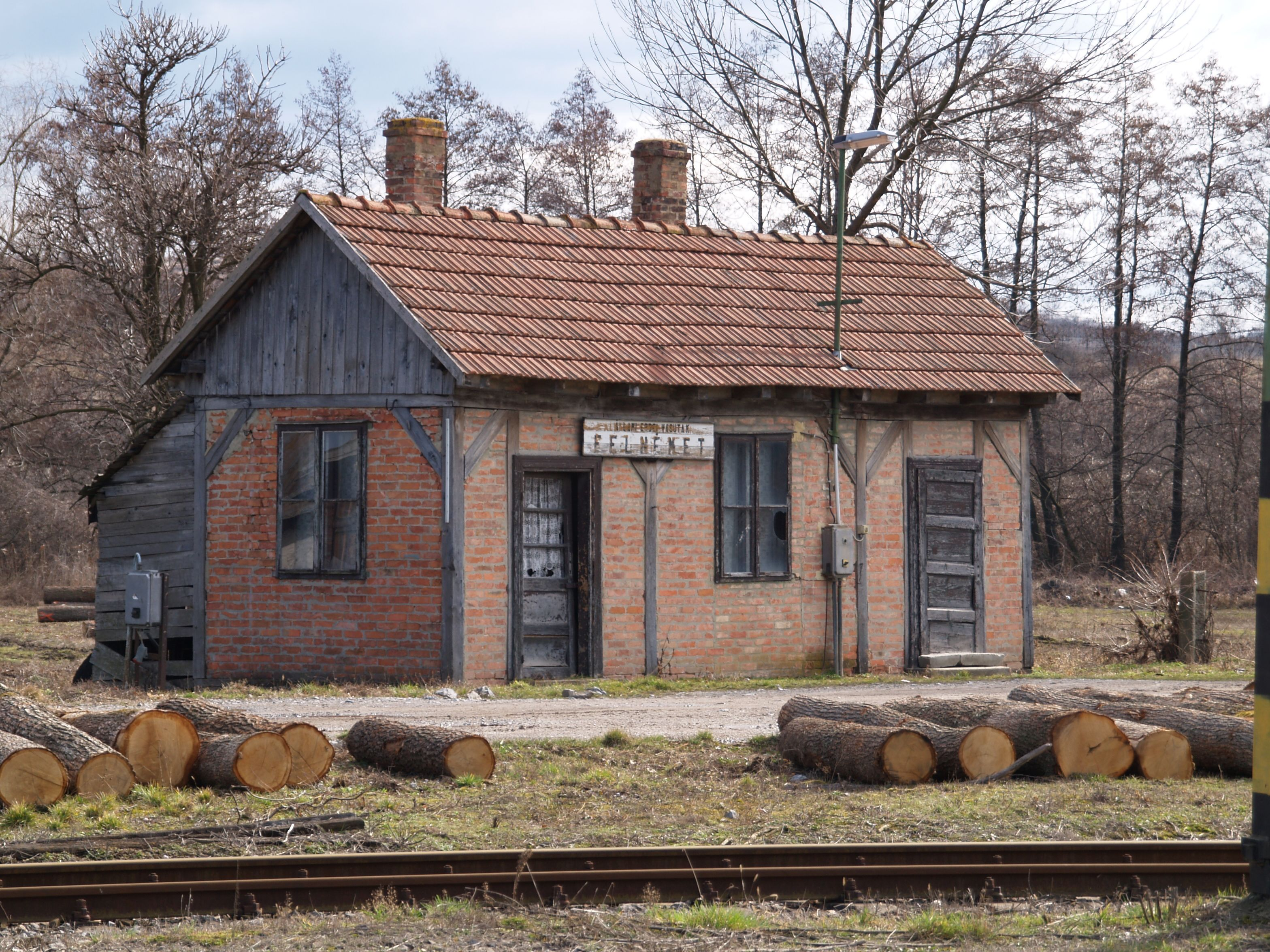
Ehemaliges Bahnhofsgebäude in Felnémet
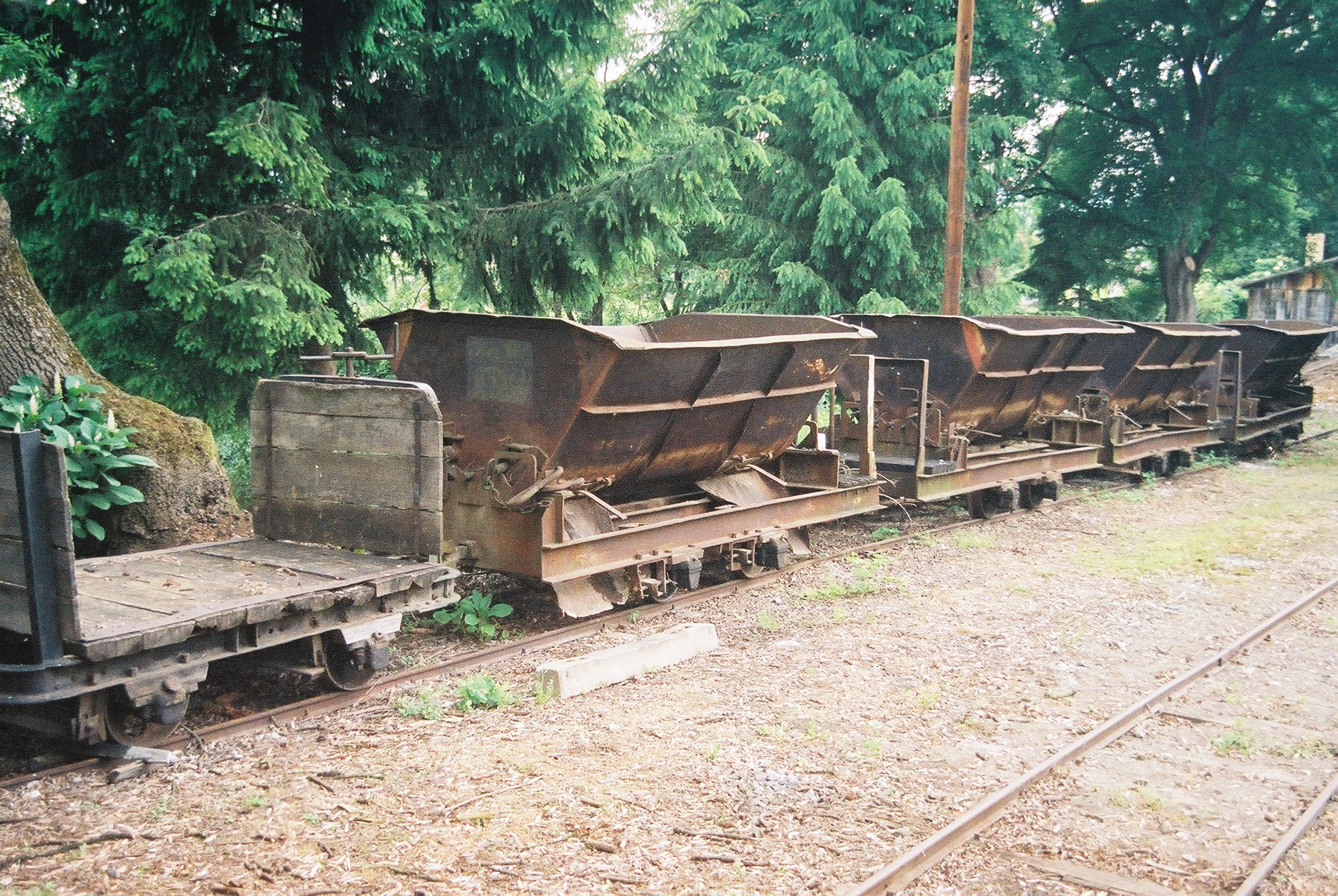
Kipploren der Waldbahn

## Ehemaliges Streckennetz

Streckenplan

Streckenplan der Waldbahn Felsőtárkány. Gezeichnet nach einem Plan, der im Forstmuseum von Szilvásvárad ausgestellt wird. Basiert auf Untersuchungen von Metz-Gruber in den 1970er Jahren.
Die heute noch als Museumsbahn betriebene Strecke von Felsőtárkány zum Stimecz Haus ist dick gezeichnet, die Hauptbahnstrecke dick unterbrochen.

## Entwicklung der Waldbahn

### 1915
Das Erzbistum Eger legt die erste Strecke an: Felsőtárkány–Kisnádas–Petres (Hideg Tal). Anfänglich wurde die Bahn mit Pferden als Zugtiere betrieben. Sie spielte jedoch keine große Rolle, da das Holz noch immer mit Fuhrwerken zur normalspurigen Eisenbahn in Felnémet transportiert werden musste.

### Ab 1920/1921
Das Holzschlägerungsrecht wird an die Kromberger Matyas und Tarsai AG verkauft, die 1922 zur Egri Erdö und Faipari AG fusioniert wird. Die Hideg-Tal Strecke wird verlängert und die Egeres-Tal – Vöröskő-Tal Strecke gebaut. Auch die Strecke ins Barát-Tal und weiter ins Oldal-Tal, mit Anbindung des Hór-Tales mit Hilfe einer etwa 4 km langen Seilbahn entsteht in dieser Zeit. Über das Oldal-Tal wird auch eine pferdegezogene Ringbahn (auf ca. 500 m Höhe) angebunden. Zunehmende wirtschaftliche Aktivität erfordert den Bau der Strecke Kisnádas – Felnémet, gefolgt von der Verbindung mit Eger (Felnémet – Faraktár (Holzplatz)). Der häufigen Unfälle wegen wird eine Umgehung von Felsőtárkány (Kisnádas – Mészégető) angelegt. Die Kleinbahn transportierte damals jährlich 9.000 bis 12.000 m³ Holz. Der größte Auftraggeber war die Egri Erdö & Faipari AG, die gleichzeitig Eigentümer der Bahn war.
Auf den Hauptstrecken wurde bald Dampftraktion eingeführt, während auf den kleineren Flügelstrecken weiter die Fahrzeuge mit Pferden befördert wurden.

### 1933
Die Bahn geht wieder auf den früheren Eigentümer über, das Erzbistum Eger. Der Holztransport beginnt zurückzugehen, was aber durch zunehmenden Stein-, Kalk- und Holzkohletransport kompensiert wird. Ein Beweis dafür ist der Bau der Flügelbahn zum Berva-Tal-Steinbruch (1938) und die Strecke ins Mellér-Tal (1942).

### 1945
Die Bahn geht in staatliches Eigentum über. Der Transport von Holz verliert weiter an Bedeutung. Demzufolge wird bald begonnen, das zu dieser Zeit 46 km lange Netz abzubauen. Erstes „Opfer“ wird die Strecke Felnémet-Eger/Faraktár.

### 1949/1950
Über eine provisorische Gleisverbindung vom Bahnhof Felnémet liefert die Kleinbahn das Baumaterial zur Baustelle der Finomszerelvenygyar. Das am meisten benutzte Gleis ist die Flügelstrecke zum Kalksteinbruch im Berva-Tal. 500 bis 600 Tonnen werden täglich zum Bahnhof Felnémet transportiert.
1953 beginnt die Kleinbahn mit dem Personentransport, zuerst allerdings nur von Arbeitern nach Felsőtárkány. Später gewinnt der Personentransport immer mehr an Bedeutung, sodass 1957 ein geregelter Nahverkehr angeboten wird, anfangs nur an Markttagen, später nach Fahrplan. Der Personenverkehr ist schon damals unrentabel, die Verluste werden jedoch durch den Güterverkehr ausgeglichen. Wanderer können zum Stimecz-Haus oder dem Berva-Steinbruch mit der Kleinbahn fahren.

### 1955
Das Frachtaufkommen überschreitet die Eine-Million-Tonnenkilometer-Marke. Ein Streit um den Frachttarif zwischen Steinbruch und Kleinbahn führt jedoch bedauerlicherweise dazu, dass die Steinbruchgesellschaft 1963 eine Seilbahn zum Abtransport in Betrieb nimmt, wodurch die Kleinbahn ihren größten Auftraggeber verliert. Nur vorübergehend (1969) wird dieser Verlust durch den Várhegy-Steinbruch oberhalb Felsőtárkány, zu dem ein Gleis bei Vadaskert von der Hauptstrecke abzweigt, wettgemacht.
Gleichzeitig werden immer mehr kleinere Strecken stillgelegt. Diesen folgen die „großen“ (der Zustand des Unterbaus verschlechtert sich zusehends): die Bahn im Mellér-Tal (1969), dann die Strecke im Barát-Tal (1974), wenig später der Abschnitt Egeres-Tal – Petres (Hideg-Tal, 1980). 1985 endet der Transport von Steinen, und der Personenverkehr, schon immer ein Sorgenkind, war kein Grund zum Erhalt der Bahn. Zu guter Letzt kündigt im selben Jahr die Finomszerelvenygyar den Kontrakt zum Transport der Arbeiter.
Der vielen Schienendiebstähle wegen wurden von 20 km noch einsatzbereiten Abschnitten 18 km ohne Notwendigkeit abgebaut.

### 1991/1994
Abbau der Strecke Felnémet – Felsőtárkány. Auf Fotos von 1991/94 sind noch Gleise am alten Heizhaus Felsőtárkány und am Bahnhof Felnémet vorhanden. Das kleine Bahnhofsgebäude in Felnémet ist 2007 noch erhalten. Das Heizhaus wurde Ende 2008/Anfang 2009 abgerissen. Außerhalb Felnémet kann man auf der Nordseite der Straße nach Felsőtárkány, in einer Einfahrt, noch Gleise sehen. Die ehemalige Überquerung der Straße am Ortanfang Felsőtárkány ist am anderen Asphalt ebenfalls erkennbar. Die dort beginnende Dorfumgehungstrasse ist zu einem Fahrradweg umgestaltet.